# 马来西亚皇家空军关丹基地
马来西亚皇家空军关丹基地（英語：RMAF Kuantan）是马来西亚皇家空军在彭亨州关丹设立的空军基地，它与苏丹阿末沙机场共享跑道设施。